# Metaeuchromius inflatus
Metaeuchromius inflatus là một loài bướm đêm trong họ Crambidae.